# 정서장애
정서장애(情緖障碍,emotionally disturbed)는 신체적·지적인 면에서 두드러지게 지체 현상이 있거나 질환이 없는데도 언어, 식사, 배설 등에 편벽증이 있거나 신경질적이나 반사회적 행동을 습관적으로 행하는 것을 말한다. 정서면에서의 갈등이나 미성숙으로 등교 거부, 특정 지역에서의 침묵, 야뇨, 요실금, 식욕부진 증세를 나타낸다. 넓은 의미에서의 어린이 자폐증도 이 범주에 포함시킬 수 있다.